# 메만베쓰 공항
메만베쓰 공항(일본어: 女満別空港, 영어: Memanbetsu Airport, IATA: MMB, ICAO: RJCM)은 일본 홋카이도 아바시리군 오조라정에 있는 지방관리 공항으로 오호츠크해 연안의 아바시리시 중심부에서 남서쪽으로 약 22km 지점에 있으며 오호츠크 종합진흥국의 주요 공항이다.

## 역사
메만베쓰 공항은 1935년 3월 중앙기상대에서 기상과 유빙의 관측을 위해 당시 경마장으로 사용되고 있던 부지에 500m 활주로를 갖춘 비행장을 건설한 것이 그 기원이다. 
이후 1936년 6월에는 활주로가 600m로 연장되었으며 1942년 일본 제국 해군항공대가 시설을 정비하여 비호로 제2항공기지(美幌第二飛行基地)로 사용하기 시작하였다.
하지만 1945년 제2차 세계 대전 중 연합군의 폭격에 공항 시설은 대부분 폭파되었으며 1952년 11월에야 미군이 공항 시설을 접수한 후 시설을 정비하여 불시착용 시설로서 사용하기 시작했다.
이후 1956년 4월에 시설 일부가 일본으로 다시 반환되었으며 이에 따라 같은해 6월부터 기타니혼 항공(北日本航空)에서 메만베쓰 ~ 삿포로(오카다마) 노선에 부정기편을 운항함으로서 최초의 민간 여객 운송이 시작되었다. 
1958년에는 모든 시설의 관리권이 미군으로부터 오조라정으로 이관되었고 같은 해 12월부터는 F급 제3종 공항으로 사용이 시작된 뒤 1961년에 관리 주체가 오조라정에서 홋카이도로 다시 이관되었으며 1963년에는 활주로를 1,200m까지 확장한 이후 제3종 공항으로 정식 개항했다.
그리고 1965년에는 기타니혼 항공을 전신으로 하는 일본 국내 항공에서 메만베쓰 ~ 삿포로(오카다마) 노선을 정기편으로 승격시킴에 따라 메만베쓰 공항의 첫 정기편 운항이 시작되었다.

## 운항 노선

### 국내선
| 항공사     | 목적지                         |
| ---------- | ------------------------------ |
| 일본항공   | 도쿄(하네다), 삿포로(신치토세) |
| 전일본공수 | 삿포로(신치토세)               |
| AIRDO      | 도쿄(하네다)                   |